# Mini-Me

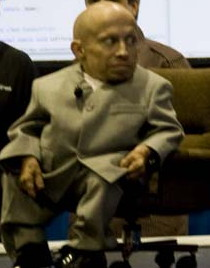
Verne Troyer interpreta Mini-Me

Mini-Me è il piccolo clone del Dottor Male, interpretato nel secondo e nel terzo film della saga Austin Powers da Verne Troyer. Il personaggio è ispirato al film L'isola perduta dove Marlon Brando crea una sua riproduzione in scala 1:8. Fisicamente invece Mini-Me somiglia a Nick Nack, uno dei nemici di James Bond.

## Storia
Mini-Me è il clone perfetto desiderato dal Dottor Male, eccetto che è in formato "tascabile", infatti è 1/8 della misura del Dottor Male. Mini-Me fa la sua prima comparsa nel secondo episodio della serie, sarà presente anche nel terzo episodio. Ama la cioccolata e fa continuamente scherzi di cattivo gusto a Scotty, che lo odia per questo.
Viene catturato alla fine del secondo film e messo in prigione, per poi evadere nel terzo film.
Nel terzo film, Mini-Me tradisce il Dottor Male, perché quest'ultimo non lo tratta con rispetto. Si unisce ad Austin Power e Foxxy Cleopatra, attaccando il sottomarino dell'antagonista. Alla fine, quando si scopre che in realtà il Dottor Male è il fratello di Austin, Mini-Me diventa finalmente buono.